# Solanum platacanthum
Solanum platacanthum är en potatisväxtart som beskrevs av Michel Félix Dunal. Solanum platacanthum ingår i släktet skattor som ingår i familjen potatisväxter. Inga underarter finns listade i Catalogue of Life.